# Friona pleuralis
Friona pleuralis là một loài tò vò trong họ Ichneumonidae.